# Maxime Chanot
Maxime Chanot (Nancy, 21 de noviembre de 1989) es un futbolista francés nacionalizado luxemburgués. Juega de defensa y su equipo es Los Angeles F. C. de la Major League Soccer.

## Selección nacional
Ha sido internacional con la selección de Luxemburgo en 72 ocasiones anotando cuatro goles.

## Clubes
| Club                          | País           | Año       |
| ----------------------------- | -------------- | --------- |
| Sheffield United F. C.        | Inglaterra     | 2007-2009 |
| Mansfield Town F. C. (cedido) | Inglaterra     | 2008      |
| Le Mans F. C. "II"            | Francia        | 2009-2010 |
| F. C. Gueugnon                | Francia        | 2010-2011 |
| White Star Bruxelles          | Bélgica        | 2011-2013 |
| Beerschot A. C.               | Bélgica        | 2013      |
| K. V. Kortrijk                | Bélgica        | 2013-2016 |
| New York City F. C.           | Estados Unidos | 2016-2023 |
| A. C. Ajaccio                 | Francia        | 2023-2024 |
| Los Angeles F. C.             | Estados Unidos | 2024-     |

## Palmarés

### Títulos nacionales
| Título         | Club                | País           | Año  |
| -------------- | ------------------- | -------------- | ---- |
| MLS Cup        | New York City F. C. | Estados Unidos | 2021 |
| U. S. Open Cup | Los Angeles F. C.   | Estados Unidos | 2024 |